# 大衛同盟舞曲
《大衛同盟舞曲》（德語：Davidsbündlertänze），作品6，為罗伯特·舒曼早期的鋼琴獨奏作品，此首组曲是由兩部分組成的性格小品，分為一、二兩冊，題獻給瓦特·沃夫岡·馮·歌德。

## 背景

### 創作
罗伯特·舒曼總共創作了19首曲子，最後一首呈現未完成的狀態，因此完整的舞曲共由18首小曲組成。此曲於1837年8月14號和克拉拉·維克（原姓）訂婚後的兩個月完成。首曲舒曼引用了一個動機「Motto von C. W.」，此動機出自克拉拉·舒曼的op.6，《音樂晚會》的第五首馬祖卡舞曲。舒曼對於妻子說明作品中融入了婚禮的靈感，然而對於好友Carl Montag他則說明作品使用了「死亡之舞，聖維特斯之舞，優雅之舞與妖精之舞」的概念。上述的對比也可在初版中找到。對此，舒曼在樂譜前端引用了下述的詩句予以解釋：
常言道：
每時每刻

喜悅與苦痛密不可分

在喜悅中永保虔誠

而在苦痛中報以勇氣
此外在初次發行的版本裡，舒曼的筆名「佛羅倫斯坦與奧澤比烏斯」扮演了重要的角色。這兩個角色在舒曼虛構的音樂社團「大衛同盟」中象徵了他的雙重身份，舒曼也以大衛同盟來為這首舞曲命名。佛羅倫斯坦在舞曲中代表了「激烈、傲慢、暴風般」的性格，而作為對立面的奧澤比烏斯則代表了「溫柔、矜持的少年」。在初版的每支曲子尾端會以「佛羅倫斯坦與奧澤比烏斯」兩人或僅以其中一人的名字縮寫署名。而在修改過後的版本裡，不僅筆名，開頭附上的詩句與舞蹈的概念也全被刪除。然而第一個版本仍廣受大眾歡迎。

### 出版
- 初版：於1838年1月，由A. R. Friese於萊比錫發行。
- 二版：第一冊於1850年9月，第二冊於1850年12月由J. Schuberth & Co.分別在漢堡，萊比錫及紐約發行。[5]

### 演出
此曲於1838年由舒曼本人演奏。之後於1869年5月15日，在布達佩斯由約翰尼斯·布拉姆斯在男中音尤利烏斯·施托克豪森的音樂會上首次公開演出。

## 分析
在第一版的樂譜中，未被命名的各個曲子標有下列的速度記號、調性，與表情術語。
第一冊
1. 活潑的，G大調，佛羅倫斯坦與奧澤比烏斯
2. 內心深處的，B小調，奧澤比烏斯
3. 幽默且有些性急的，G大調，佛羅倫斯坦
4. 急躁的，B小調，佛羅倫斯坦
5. 單純的，D大調，奧澤比烏斯
6. 很快速且富含內在熱情的，D小調，佛羅倫斯坦
7. 不要快速彈奏並伴隨強烈的情感，G小調，奧澤比烏斯
8. 生氣勃勃的，C小調，佛羅倫斯坦
9. 無速度指示，活潑的，C大調，佛羅倫斯坦。

第二冊
1. 敘事曲風且很快速的，D小調，佛羅倫斯坦
2. 單純的，D大調，奧澤比烏斯
3. 幽默的，E小調，佛羅倫斯坦
4. 粗獷而明朗的，B大調，佛羅倫斯坦與奧澤比烏斯
5. 柔和且歌唱著，E♭大調，奧澤比烏斯
6. 生動的，B♭大調，佛羅倫斯坦與奧澤比烏斯
7. 快活的幽默感，B小調
8. 彷彿來自遠方的，B小調，佛羅倫斯坦與奧澤比烏斯
9. 不要快速地彈奏，C大調，奧澤比烏斯

## 延伸閱讀
- David Ewen, Encyclopedia of Concert Music.  New York; Hill and Wang, 1959.
- Robert Schumann, Complete Piano Works, Volume I, edited by Clara Schumann, originally published by Breitkopf & Härtel.
- McCorkle, Margit. . München: G. Henle Verlag. 2003.
- 李怡嫻.  (碩士论文). 臺北市立教育大學. 2010 （中文（臺灣））.

## 外部連結
- 大衛同盟舞曲：国际乐谱典藏计划上的乐谱